# Projekce (lineární algebra)
V lineární algebře a funkcionální analýze je projekce lineární transformace {\displaystyle P} nějakého vektorového prostoru na sebe taková, že {\displaystyle P^{2}=P} . To znamená, že pokud {\displaystyle P} aplikujeme na jakoukoli hodnotu opakovaně, výsledek je stejný, jako kdybychom ji použili jen jednou (je to idempotentní zobrazení, které nemění prostor svých obrazů). Tato definice formalizuje a zobecňuje myšlenku geometrické projekce.

## Definice
Projekce na vektorovém prostoru {\displaystyle V} je lineární operátor {\displaystyle P:V\mapsto V} takový, že {\displaystyle P^{2}=P}.
Pokud {\displaystyle V} má skalární součin a je úplný (tj. když {\displaystyle V} je Hilbertův prostor), lze použít pojem ortogonality. Projekce {\displaystyle P} na Hilbertově prostoru {\displaystyle V} se nazývá ortogonální projekce, pokud platí {\displaystyle \langle Px,y\rangle =\langle x,Py\rangle } pro všechny {\displaystyle x,y\in V}. Projekce na Hilbertově prostoru, která není ortogonální, se nazývá šikmá projekce.

### Projekční matice
- V konečnědimenzionálním případě se čtvercová matice {\displaystyle P} nazývá projekční matice, pokud se rovná svému čtverci, tzn {\displaystyle P^{2}=P}. [2]:s.p. 38
- Čtvercová matice {\displaystyle P} se nazývá ortogonální projekční matice, pokud {\displaystyle P^{2}=P=P^{\mathrm {T} }} pro reálnou matici, resp {\displaystyle P^{2}=P=P^{\mathrm {H} }} pro komplexní matici, kde {\displaystyle P^{\mathrm {T} }} označuje transponování {\displaystyle P} a {\displaystyle P^{\mathrm {H} }} označuje hermitovsky sdruženou matici k {\displaystyle P}.[3] :s.p. 223
- Projekční matice, která není ortogonální, se nazývá šikmá projekční matice .

Vlastní hodnoty projekční matice musí být 0 nebo 1.

## Příklady

### Ortogonální projekce
Například funkce, která mapuje bod {\displaystyle (x,y,z)} v trojrozměrném prostoru {\displaystyle \mathbb {R} ^{3}} do bodu {\displaystyle (x,y,0)}, je ortogonální projekce na rovinu určenou souřadnými osami x a y . Tato funkce je reprezentována maticí
{\displaystyle P={\begin{bmatrix}1&0&0\\0&1&0\\0&0&0\end{bmatrix}}.}
Akce této matice na obecný vektor je
{\displaystyle P{\begin{pmatrix}x\\y\\z\end{pmatrix}}={\begin{pmatrix}x\\y\\0\end{pmatrix}}.}
Že {\displaystyle P} je skutečně projekce, tj. {\displaystyle P=P^{2}}, dokážeme takto:
{\displaystyle P^{2}{\begin{pmatrix}x\\y\\z\end{pmatrix}}=P{\begin{pmatrix}x\\y\\0\end{pmatrix}}={\begin{pmatrix}x\\y\\0\end{pmatrix}}=P{\begin{pmatrix}x\\y\\z\end{pmatrix}}}.
Jelikož {\displaystyle P^{\mathrm {T} }=P}, tak tato projekce je ortogonální.

### Šikmá projekce
Jednoduchý příklad neortogonální (šikmé) projekce je
{\displaystyle P={\begin{bmatrix}0&0\\\alpha &1\end{bmatrix}}.}
Prostřednictvím násobení matic vidíme
{\displaystyle P^{2}={\begin{bmatrix}0&0\\\alpha &1\end{bmatrix}}{\begin{bmatrix}0&0\\\alpha &1\end{bmatrix}}={\begin{bmatrix}0&0\\\alpha &1\end{bmatrix}}=P.}
To dokazuje, že {\displaystyle P} je opravdu projekce.
Projekce {\displaystyle P} je ortogonální tehdy a jen tehdy, jestliže {\displaystyle \alpha =0}, protože teprve potom {\displaystyle P^{\mathrm {T} }=P} .

## Vlastnosti a klasifikace

Transformace T je projekce podél k na m. Oborem hodnot T je m a nulový prostor je k..

### Idempotence
Podle definice je každá projekce {\displaystyle P} idempotent (tj {\displaystyle P^{2}=P} ).

### Komplementarita oboru hodnot a jádra
Nechť {\displaystyle W} je konečnorozměrný vektorový prostor a {\displaystyle P} projekce na {\displaystyle W}. Předpokládejme, že podprostory {\displaystyle U} a {\displaystyle V} jsou obraz a jádro {\displaystyle P}. Pak {\displaystyle P} má následující vlastnosti:
1. {\displaystyle P} je operátor identity {\displaystyle I} na {\displaystyle U}
{\displaystyle \forall x\in U:Px=x} .
2. Lze psát {\displaystyle W=U\oplus V}, tj. každý vektor {\displaystyle x\in W} může být jedinečně rozložen jako {\displaystyle x=u+v}, přičemž {\displaystyle u=Px} a {\displaystyle v=x-Px=(I-P)x}, a {\displaystyle u\in U,v\in V}.

Obraz a jádro projekce jsou komplementární stejně jako jsou komplementární operátory {\displaystyle P} a {\displaystyle Q=I-P} . Operátor {\displaystyle Q} je také projekce, jejíž obraz je jádro {\displaystyle P}, a jeho jádro naopak obrazem {\displaystyle Q}.

### Spektrum
I ve vektorových prostorech nekonečné dimenzí (stejně jako u konečné dimenze) je spektrum projekce obsaženo v množině {\displaystyle \{0,1\}}, jelikož
{\displaystyle (\lambda I-P)^{-1}={\frac {1}{\lambda }}I+{\frac {1}{\lambda (\lambda -1)}}P.}
Pouze 0 nebo 1 může být vlastním číslem projekce, což značí, že {\displaystyle P} je vždy pozitivně semi-definitivní operátor/matice. Odpovídající vlastní prostory jsou jádrem a obrazem projekce. Rozklad vektorového prostoru na přímé součty není obecně jedinečný. Proto k podprostoru {\displaystyle V} může existovat mnoho různých projekcí, jejichž obraz (nebo jádro) je {\displaystyle V} .
Pokud je projekce netriviální, má minimální polynom {\displaystyle x^{2}-x=x(x-1)}, který má různé kořeny, a tedy {\displaystyle P} je diagonalizovatelná.

### Součin projekcí
Součin projekcí není sám obecně projekcí, i když jde o součin ortogonálních projekcí. Pokud projekce komutují, je jejich součin projekcí.